# Tintange
Tintange (Luxemburgs: Tënnen, Waals Tîtindje, Duits: Tintingen) is een deelgemeente van de Belgische gemeente  Fauvillers in de provincie Luxemburg in het Waals gewest. De deelgemeente wordt gerekend tot het Land van Aarlen.
Het dorp is gesitueerd aan de N4, 15 kilometer ten zuiden van Bastenaken en 7 kilometer ten noorden van Martelange. Het ligt in een bosrijke omgeving, op een heuvel tussen de diepe valleien van de Sûre, de Surbach en de Molscht. 

## Taal
Tot 1930 was Luxemburgs de voertaal. Sindsdien heeft het Frans steeds meer de overhand gekregen. In 1947, bij de laatste talentelling die in België is gehouden, beschouwden nog 267 inwoners zich als Luxemburgstalig, tegenover 363 Franstaligen. Er spreekt slechts een kleine minderheid van de bevolking Luxemburgs als eerste taal.

### Resultaten talentelling
Gekende talen
|      | Aantal   | Aantal  | Aantal   | Aantal  | Aantal   | Aantal  | Aantal       | Aantal       | Aandeel  | Aandeel | Aandeel  | Aandeel | Aandeel  | Aandeel | Aandeel      |
| Jaar | enkel nl | fr & nl | enkel fr | de & fr | enkel de | de & nl | de & fr & nl | enkel andere | enkel nl | fr & nl | enkel fr | de & fr | enkel de | de & nl | de & fr & nl |
| ---- | -------- | ------- | -------- | ------- | -------- | ------- | ------------ | ------------ | -------- | ------- | -------- | ------- | -------- | ------- | ------------ |
| 1846 | 0        |         | 70       |         | 630      |         |              |              | 0,0%     |         | 10,0%    |         | 90,0%    |         |              |
| 1866 | 0        | 0       | 35       | 124     | 490      | 0       | 0            | 0            | 0,0%     | 0,0%    | 5,4%     | 19,1%   | 75,5%    | 0,0%    | 0,0%         |
| 1880 | 0        | 0       | 50       | 260     | 296      | 0       | 0            | 7            | 0,0%     | 0,0%    | 8,3%     | 42,9%   | 48,8%    | 0,0%    | 0,0%         |
| 1890 | 0        | 0       | 70       | 349     | 215      | 0       | 5            | 0            | 0,0%     | 0,0%    | 11,0%    | 54,6%   | 33,6%    | 0,0%    | 0,8%         |
| 1900 | 0        | 1       | 51       | 351     | 181      | 0       | 3            | 28           | 0,0%     | 0,2%    | 8,7%     | 59,8%   | 30,8%    | 0,0%    | 0,5%         |
| 1910 | 0        | 0       | 99       | 345     | 184      | 0       | 0            | 24           | 0,0%     | 0,0%    | 15,8%    | 54,9%   | 29,3%    | 0,0%    | 0,0%         |
| 1920 | 0        | 2       | 77       | 340     | 131      | 0       | 0            | 25           | 0,0%     | 0,4%    | 14,0%    | 61,8%   | 23,8%    | 0,0%    | 0,0%         |
| 1930 | 0        | 0       | 82       | 315     | 64       | 0       | 1            | 10           | 0,0%     | 0,0%    | 17,7%    | 68,2%   | 13,9%    | 0,0%    | 0,2%         |
| 1947 | 0        | 2       | 140      | 215     | 16       | 0       | 6            | 13           | 0,0%     | 0,5%    | 36,9%    | 56,7%   | 4,2%     | 0,0%    | 1,6%         |

Taal die meestal of uitsluitend gesproken wordt.
|      | Aantal | Aantal | Aantal | Aandeel | Aandeel | Aandeel |
| Jaar | nl     | fr     | de     | nl      | fr      | de      |
| ---- | ------ | ------ | ------ | ------- | ------- | ------- |
| 1910 | 0      | 129    | 499    | 0,0%    | 20,5%   | 79,5%   |
| 1920 | 0      | 105    | 445    | 0,0%    | 19,1%   | 80,9%   |
| 1930 | 0      | 97     | 365    | 0,0%    | 21,0%   | 79,0%   |
| 1947 | 0      | 315    | 55     | 0,0%    | 85,1%   | 14,9%   |

## Geschiedenis
Eerdere schrijfwijzen: Tintinges  (1293), Tintingen (1468), Tintenge (1688).
- 1721: bouw kapel op de plaats van de huidige kerk.
- 1781: parochie wordt verplaatst van Romeldange naar Tintange.
- 1785-86: bouw huidige kerk met kerkhof en pastorie ("ilot sacré").
- 1823: fusie met de gemeente Warnach.
- In 1839 werden de grenzen van Nederland, België en het "nieuwe Groothertogdom" vastgesteld volgens het Verdrag van 24 artikelen. Voor de grens tussen België (provincie Luxemburg) en het "nieuwe Groothertogdom" werd het principe vastgelegd dat deze de grens zou volgen tussen de Waalse dialecten in het westen en het Luxemburgs in het oosten. De regio Nothomb-Tintange, waar de bevolking voornamelijk een Germaans dialect sprak, werd niet onderworpen aan dit taalkundige criterium vanwege een gebrek aan informatie over de situatie ter plaatse. Hierdoor zal Tintange, dat tot het Groothertogdom Luxemburg had moeten behoren, deel gaan uitmaken van België.[1]
- 1940: op 10 mei, de eerste dag van de Achttiendaagse Veldtocht, wordt Tintange ingenomen door de Tweede pantserdivisie van het Duitse leger.
- 1977: bij de fusie van Belgische gemeenten wordt Tintange een deelgemeente van Fauvillers.

## Demografische ontwikkeling
- Bronnen: NIS, Opm:1831 tot en met 1970=volkstellingen

Deelgemeenten: Fauvillers · Hollange · Tintange

Overige dorpen: Bodange · Burnon · Honville · Hotte · Malmaison · Menufontaine · Sainlez · Strainchamps · Warnach · Wisembach

Belgische gemeenten · Arrondissement Bastenaken · Luxemburg · Wallonië